# Tathicarpus butleri
Tathicarpus butleri är en fiskart som beskrevs av Ogilby, 1907. Tathicarpus butleri ingår i släktet Tathicarpus och familjen Antennariidae. Inga underarter finns listade i Catalogue of Life.